# Metaxytherium
Metaxytherium de Christol, 1840 è un genere estinto di Sirenii vissuto durante il Miocene ed il Pliocene.

## Caratteristiche
L'animale è molto simile nella struttura all'odierno Dugongo, differisce sostanzialmente solo nella dentatura. Oltre ai soliti crani più o meno completi, di questo animale sono state ritrovate tantissime costole e questo è un fatto molto curioso visto che si tratta di ossa fragili che difficilmente resistono ai lunghi tempi del periodo di fossilizzazione: nella maggioranza dei Mammiferi le costole sono leggere e la loro struttura interna è spugnosa per alleggerire il peso della cassa toracica, nel Metaxytherium invece le costole sono piene per permettere all'animale di resistere più tempo sott'acqua e con minore dispendio di energie durante i lunghi rifornimenti di alghe. È questa particolarità che ha permesso la grande conservazione di costole fossili.

## Habitat
Metaxytherium è vissuto in ambienti costieri di tutte le sponde dell'oceano Tetide ed i suoi resti sono stati rinvenuti in molti siti del Nordafrica, dell'Europa (tra cui molti ritrovamenti in Italia) e dei Caraibi, classificati in numerose specie, alcune delle quali erano state attribuite a generi nuovi come Felsinotherium al momento della scoperta.

## Evoluzione

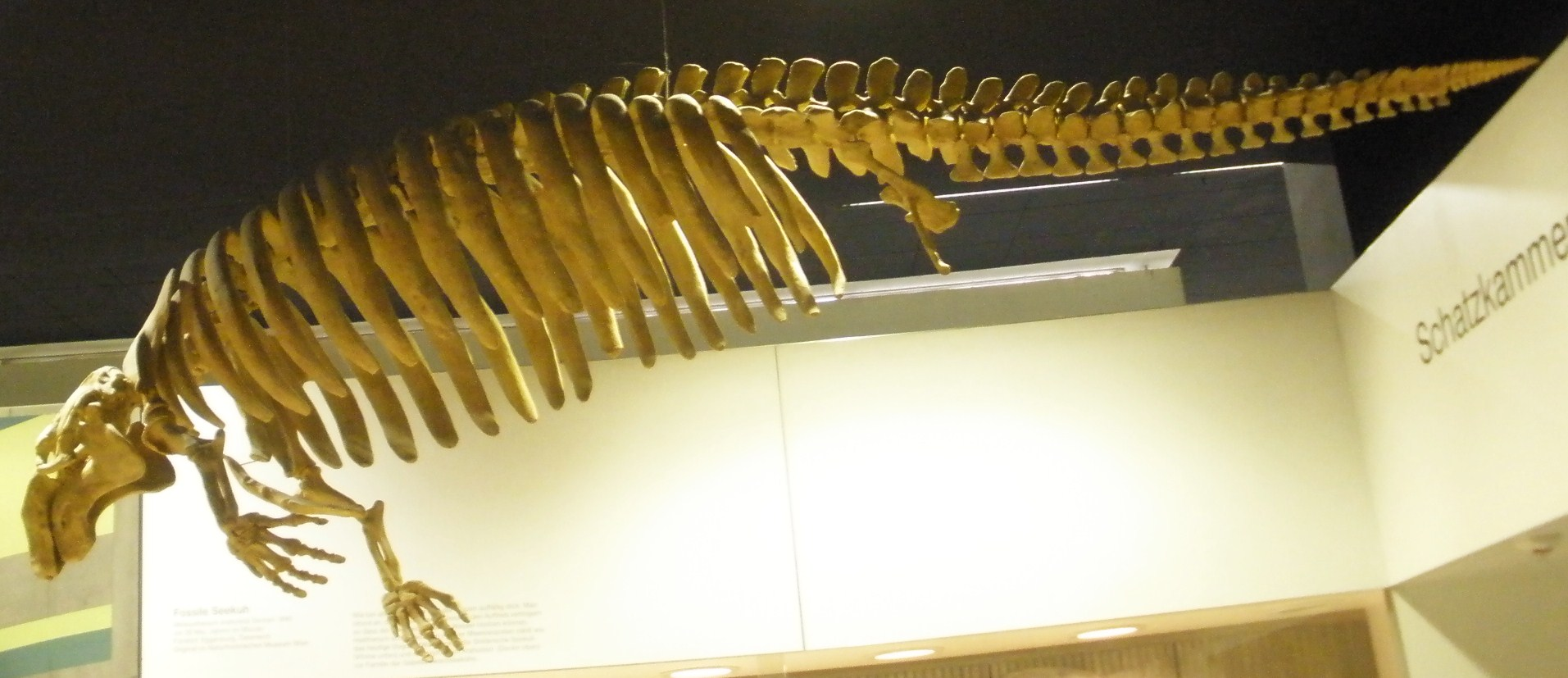
Fossile di Metaxytherium krahuletzi

Un recente studio condotto all'Università di Pisa ha dimostrato che nei mari dell'alto Miocene la specie Metaxytherium krahuletzi condivideva le acque con altre specie di Sirenii quali Miosiren kocki della famiglia Trichechidae (vissuto nel margine meridionale del Mare del Nord) e Rytiodus esponente dell'attuale sottofamiglia Dugonginae (i cui fossili sono stati trovati in Aquitania e Libia). Di queste forme solo il Metaxytherium è sopravvissuto fino al medio Miocene affiancato ora dalla specie Prohalicore dubaleni (anch'essa della famiglia Trichechidae). Della nuova specie M. medium, anch'essa ritrovata in Italia, possediamo uno scheletro composto da un cranio quasi integro nella metà destra, una mandibola intera con alcuni denti incisivi ed un molare, 14 vertebre dorsali, una sacrale e due caudali, nonché 35 costole più o meno complete, due scapole e una porzione della metà prossimale dell'arto destro.

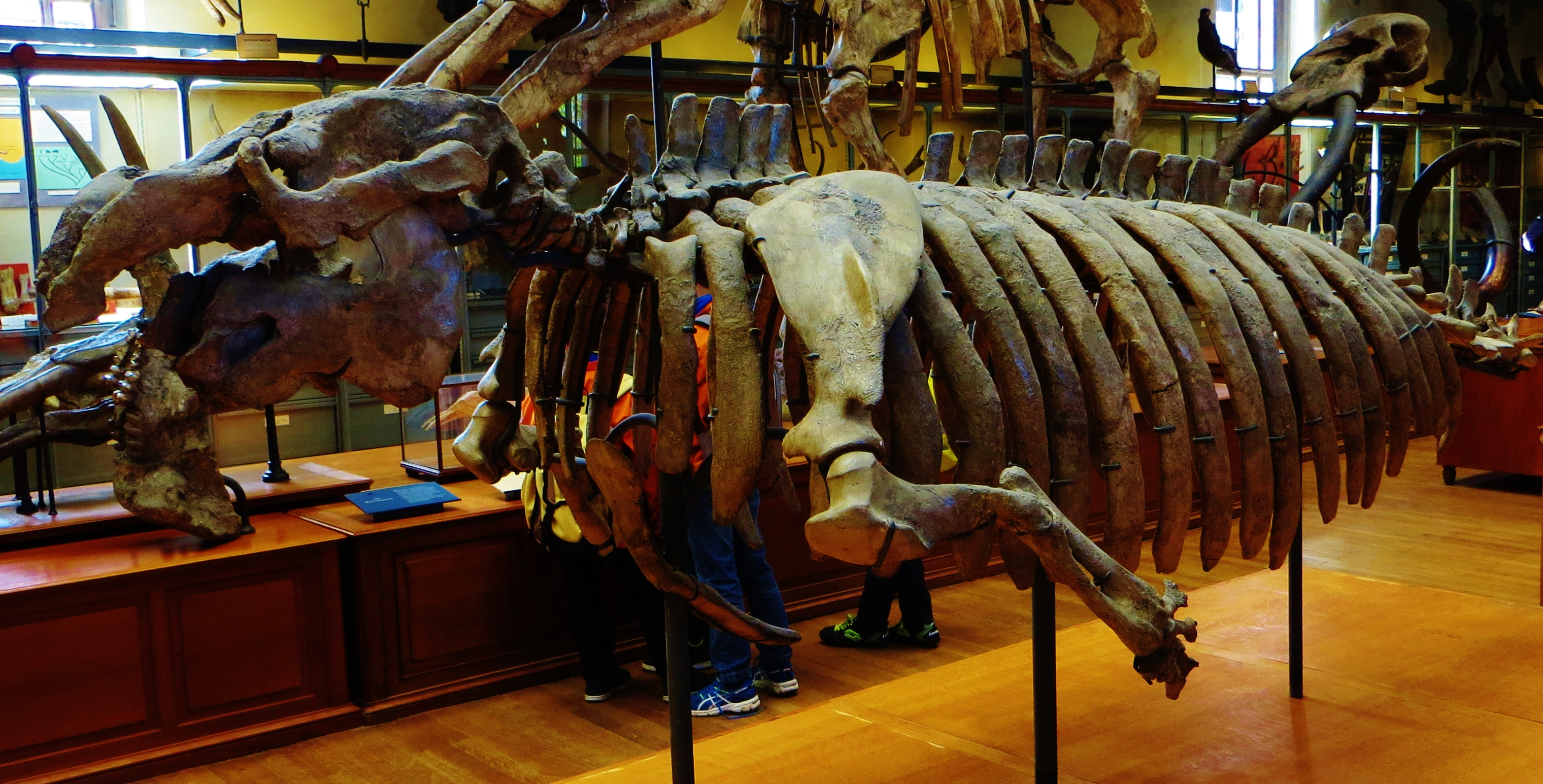
Fossile di Metaxytherium medium

Durante il tardo Miocene il genere Metaxytherium si estinse in tutto il mondo tranne nelle coste euro-africane dove lo troviamo con la specie M. serresii, ritrovato in siti italiani datati a 7,24 milioni di anni fa, libici di 6,8 milioni, spagnoli di 5,25-4,98 milioni e francesi di 5,3-4 milioni di anni fa. Questa specie è di dimensioni ridotte rispetto alle precedenti e questo viene visto come un adattamento dell'animale alla crisi di salinità avvenuta in quel periodo nel Mediterraneo. L'aumento delle dimensioni dello brosmio, osservato in questa specie rispetto alle precedenti, potrebbe indicare un cambiamento nel comportamento, con tendenze alla territorialità e alla concorrenza sessuale. M. serresii resiste fino al Pliocene e porta alla successiva specie denominata Metaxytherium subapenninum che presenta dimensioni maggiori e dimorfismo sessuale nelle zanne, a dimostrare ancora un comportamento di concorrenza per le femmine ed il territorio. Il rapido aumento delle dimensioni corporee gli è stato però fatale quando il clima del medio Pliocene ha subìto un brusco raffreddamento: l'animale non ha saputo adattare la sua dieta di alghe come invece ha fatto la Ritina di Steller (specie Hydrodamalis gigas, discendente dal Metaxytherium e dalla forma intermedia Dusisiren) nell'Oceano Pacifico e si è estinto all'incirca 3,1 milioni di anni fa.

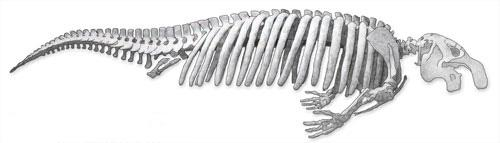
Ricostruzione dello scheletro di Metaxytherium subappenninum

Tuttavia la storia del Metaxytherium non sembra finire qui: in Marocco sono stati ritrovati resti fossili pliocenici attribuiti al M. serresii che denotano grande somiglianza con la specie caraibica Corystosiren varguezi, assegnata tuttavia alla sottofamiglia Dugonginae tuttora vivente con il Dugongo.

## Morsi di squalo
Durante il Miocene il Metaxytherium era spesso cacciato dal famoso Carcharodon megalodon, di cui costituiva una delle prede preferite. È stato ritrovato il fossile di una costola che presenta nel concavo una serie di graffi paralleli equidistanti simili ad un pettine: nella costola sono rimasti impressi i segni delle perforazioni dei denti del Carcharodon, alcuni graffi hanno le loro radici in cima al fossile mentre altri sono rimasti impressi solo sulla convessa mentre l'influenza del morso era in aumento.

## Tassonomia
- Metaxytherium aquitanie Piller, 1987
- Metaxytherium arctodites Aranda-Manteca, 1994
- Metaxytherium beaumontii De Christol, 1844
- Metaxytherium calvertense (Kellogg, 1966)
- Metaxytherium crataegense (Simpson, 1932)
- Metaxytherium floridanum Hay, 1922
- Metaxytherium krahuletzi Depéret, 1895
- Metaxytherium lovisati Capellini, 1886
- Metaxytherium medium (Demarest, 1822)
- Metaxytherium meyeri Abel, 1904
- Metaxytherium petersi (in fase di studio)
- Metaxytherium serresii (Gervais, 1847)
- Metaxytherium subapenninum (Bruno, 1839)